# Остроносая акула
Остроносая акула (лат. Isogomphodon oxyrhynchus) — единственный современный вид рода остроносых акул (Isogomphodon) из семейства серых акул (Carcharhinidae).

## Таксономия

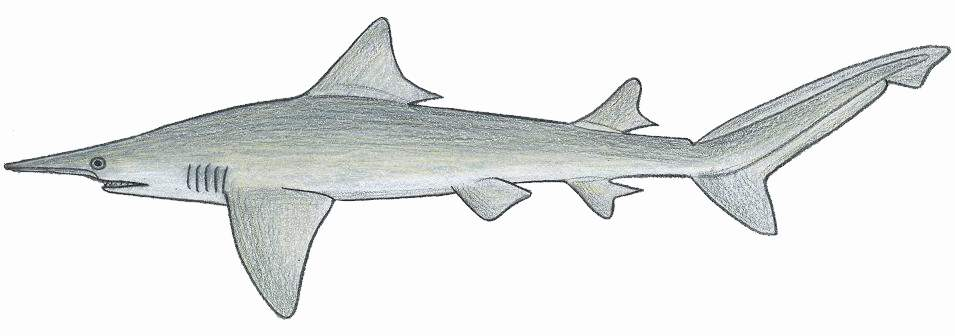

Первое научное описание остроносой акулы под именем Carcharias oxyrhynchus было опубликовано немецкими биологами Иоганном Петером Мюллером и Фридрихом Густавом Якобом Генле в 1839 в «Systematische Beschreibung der Plagiostomen». Они выбрали видовой эпитет oxyrhynchus, от греч. οξέος («острый» или «заостренные») и ρύγχος («нос», «рыло»). В 1862 году американский ихтиолог Теодор Гилл предложил для этого вида род Isogomphodon, от греч. ίσος («равно»),  καρφίο («гвоздь» или «привязка») и ὀδούς («зуб»). Тем не менее, Isogomphodon впоследствии стал считаться синонимом Carcharhinus, пока название не было восстановлено Стюартом Спрингером в 1950 году. Независимо от своей таксономической валидности, Isogomphodon наряду с родами Nasolamia и Prionace близок к Carcharhinus. Известен вымерший вид Isogomphodon acuarius, находки которого датируются средним эоценом (45 млн лет назад).

## Ареал
Остроносая акула обитает вдоль северо-восточного побережья Южной Америки, у берегов Тринидада, Гайаны, Суринама, Французской Гайаны и северной Бразилии.
Она предпочитает держаться в прибрежных водах на глубине 4—40 м в очень мутной воде; с повышением прозрачности воды её численность уменьшается. Самки, как правило, находятся на большей глубине, чем самцы. Её ареал охватывает широкий континентальный шельф с влажным тропическим климатом, обширные мангровые леса и многочисленные протоки рек, включая Амазонку. Солёность воды в этом районе колеблется от 20 до 34 ‰, а приливная амплитуда может достигать 7 м. Остроносые акулы наиболее распространены на мелких грязевых отмелях и в устьях рек. Вероятно, они не любят пониженную солёность, поэтому во время сухого сезона (с июня по ноябрь) они подходят ближе к берегу, а в сезон дождей (с декабря по май) перемещаются дальше в море. О миграциях остроносых акул ничего не известно.

## Описание

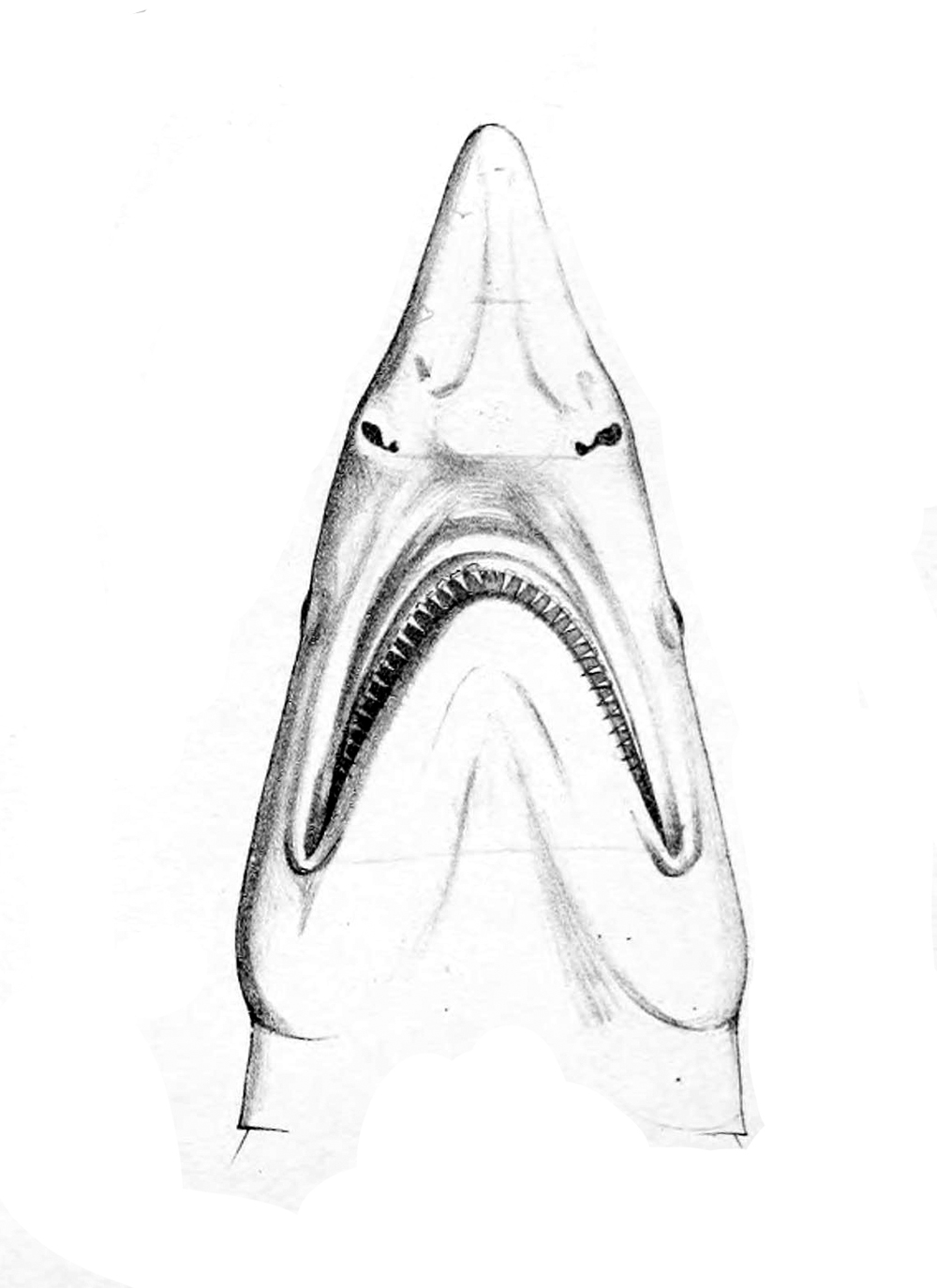
Голова остроносой акулы (вид снизу).

Как следует из названия, у остроносой акулы очень длинный, плоский нос с острым кончиком и треугольный профиль при взгляде сверху. Глаза круглые и маленькие, оснащены мигательной перепонкой. Ноздри малы, без выступающих кожных складок. По углам рта имеются глубокие борозды. Количество зубных рядов составляет 49—60 и 49—56 в верхней и нижней челюстях соответственно. Каждый зуб имеет одну узкую вертикальную вершину; верхние зубы немного более широкие и плоские, чем нижние, и с зазубренными краями.
Корпус крепкий, с большими и широкими грудными плавниками, которые начинаются под пятой жаберной щелью. Первый спинной плавник начинается у каудального края грудных плавников. Второй спинной плавник примерно в 2 раза ниже первого, расположен над или чуть впереди анального плавника. Анальный плавник меньше второго спинного плавника и имеет глубокий вырез на каудальном крае. Нижняя доля хвостового плавника хорошо развита, на дорсальной стороне хвостового стебля имеется выемка в форме полумесяца. Окрас ровного серого цвета, иногда с коричневатым или желтоватым отливом, брюхо светлее. Самцы достигают длины 1,4 м, а самки — 1,6 м. Есть неподтверждённые данные об особях длиной 2,0—2,4 м. Максимальный зарегистрированный вес — 13 кг.

## Биология
Доминирующими видами акул, обитающими в ареале остроносых акул, являются Carcharhinus porosus и акула-молот (Sphyrna tiburo). Удлинённый нос и маленькие глаза, вероятно, являются адаптацией к жизни в мутных водах с большим количеством взвешенных частиц и отражают усиление электрорецепции в ущерб зрению. Морда имеет внешнее сходство с мордой глубоководных акул-гоблинов (Mitsukurina owstoni), некоторых кошачьих акул из рода Apristurus и носатых химер. Длинные челюсти и многочисленные мелкие зубы остроносой акулы хорошо подходят для ловли мелких стайных рыб, которые составляют большую часть её рациона. Остроносые акулы питаются сельдями, анчоусами и горбылями.
Подобно прочим представителям семейства серых акул, остроносые акулы являются живородящими; развивающиеся эмбрионы получают питание посредством плацентарной связи с матерью, образованной опустевшим желточным мешком.
В помёте 2—8 акулят. Самки приносят потомство один раз в два года. Беременность длится один год. Существует корреляция между размером самки и количеством детёнышей. Спаривание и роды происходят в течение примерно шести месяцев от начала и до конца сезона дождей. Тем не менее остроносые акулы способны сдвигать сроки репродуктивного цикла по крайней мере на четыре месяца, возможно, в ответ на изменение условий окружающей среды. Перед родами самки заплывают на прибрежное мелководье. Один важный естественный питомник остроносых акул находится у берегов бразильского штата Мараньян.
Размер новорожденных 38—43 см. Самцы созревают, достигнув длины 103 см, что соответствует возрасту 5—6 лет, в то время как самки созревают при длине 115 см, что соответствует возрасту 6—7 лет. Продолжительность жизни самцов составляет 7 лет, а самок 12 лет; путём экстраполяции темпов роста можно предположить, что максимальная продолжительность жизни может быть 12 и 20 лет соответственно.

## Взаимодействие с человеком
Остроносые акулы не представляют опасности для человека. Эта акулы являются объектом кустарного промысла в у берегов Тринидада, Гайаны, Суринама и Французской Гайаны. В качестве прилова они составляют до 1/10 улова жаберных сетей, расставленных в устьях рек Бразилии в течение сухого сезона на испанскую макрель (Scomberomorus brasiliensis) и горбыля (Cynoscion acoupa). Мясо этих акул часто встречается на рынке, но ценится невысоко. Международный союз охраны природы (МСОП) присвоил этому виду статус сохранности «На грани исчезновения», так как он имеет ограниченное распространение и является очень восприимчивым к перелову из-за низкого репродуктивного уровня. За последние 10 лет численность остроносых акул в Бразилии снизилась более чем на 90 %, аналогичное снижение, вероятно, произошло и в других местах ареала, так как добыча в регионе продолжает интенсивно расти.